# 吉田耕一郎
吉田 耕一郎（よしだ こういちろう）は、日本の元国土交通官僚。国土交通省東北運輸局長、国土交通省東京航空局長などを歴任した。

## 人物・経歴
埼玉県出身。1989年東京大学法学部卒業、運輸省入省。環境省環境管理局自動車環境対策課課長補佐等を経て、2002年関西国際空港経営企画部企画課長。2003年関西国際空港経営戦略室総合企画グループリーダー。2004年国土交通省総合政策局情報管理部交通調査統計課調査室長。2007年国土交通省近畿運輸局交通環境部長。2008年国際観光振興機構ロンドン事務所長。2010年九州旅客鉄道事業本部企画部長。2012年経済産業省大臣官房参事官（環境担当）。2013年国土交通省大臣官房参事官（自動車局）。2015年国土交通省四国運輸局次長。2016年日本貨物鉄道事業開発本部副本部長。2018年国土交通省東北運輸局長。2020年国土交通省東京航空局長。2021年国土交通大臣官房付、退官、三井住友海上火災保険顧問。2022年日本貨物航空執行役員（法務室、内部監査室、経理部）。